# Pont d'Arròs
El Pont d'Arròs és un pont al municipi de Vielha e Mijaran (Vall d'Aran) que forma part de l'Inventari del Patrimoni Arquitectònic de Catalunya.

## Descripció
És un antic pont del Camin Reiau sobre el Garona, entres Es Bòrdes i Aubèrt, que comunica amb l'actual agregat del Pònt d'Arròs. En aquest cas, tot i fonamentar-se en la roca, fou necessari desenvolupar els brancals del pont a fi d'aconseguir resoldre l'obra a partir d'un sol ull, o bé per aprofitar una obra anterior, i mantenir el nivell de la calçada bàsicament a la mateixa alçada.
Així, l'actual arc resta com a sobreposat als estreps, sense dubte més antics, resolts amb grans blocs de pedra perfectament escairats. Com és habitual, aquest arc és extradossat a banda i banda per arcades amb carreus disposats en full de llibre; l'intradós conserva els forats de bastida. En la resta compareix un aparell de pedres planes gairebé sense escairar, ben lligades amb morter. La part superior del pont fóra condicionada al segle xix, amb baranes d'obra d'uns 40 cm que amplien la calçada dins a gairebé 3m i conserva la meitat del pis empedrat.

## Història
Sengles privilegis del rei Jaume I permeten establir la data de naixement d'aquest pont, puix que el primer fixa els termenals de la batllia de Vielha en el riu Arròs (1242 mentre que el segon els situa ja en el pont d'Arròs (1267), fita que esdevindrà tradicional entre els terçons de Romincosa i Lairissa. En el qüestionari de Francisco de Zamora (1788) llegim que el pont d'Arròs sobre el riu Garona era de pedra, d'un sol ull, amb les baranes bastant malmeses, però, de construcció forta; aporta les mides següents 27 pams d'alt, 72,5 pams de llarg i 13 pams d'ample. Servia per comunicar els nuclis d'Arròs i Vila, i en general en el terçon de Lairissa.